# Monte Kaputdjugh
Il monte Kaputdjugh  (in armeno Կապուտջուղ, IPA kaputdʒuʁ/, in azero Qapıcıq) è la montagna più alta della Repubblica Autonoma di Nakhchivan (Azerbaigian) e la seconda dell'Armenia.